# UCoz
uCoz este o platformă de găzduire web gratuită, cu un sistem de administrare al conținutului (CMS) integrat, de tip SaaS (Software ca un serviciu). Modulele CMS-ului uCoz, pot fi folosite în combinație cu un site web, sau separat, ca o platformă de sine stătătoare pentru un Blog, Forum Web etc.
uCoz este printre site-urile de top în rândul vorbitorilor de limba rusă, conform ierarhizării făcute de Alexa Internet.
Sistemul poate fi folosit atât de utilizatorii începători, fără abilități tehnice în dezvoltarea de pagini web, cât și de cei avansați, cu experiență în web-design.

## Istoric
Pentru început, activitatea de dezvoltare a serviciului s-a desfășurat cu aportul expertizei cumulate a mai multor programatori, pornindu-se de la proiecte anterioare de succes, precum crearea de sondaje online, cărți de oaspeți și a unui script profesional de CMS, denumit (WoCatalog Pro). După aproape un an de dezvoltare, pe 29 octombrie 2005, a fost lansată versiunea în Rusă a sistemului. În Iunie 2007, varianta în limba Engleză a fost oficial prezentată iar, în August, cea în Germană. Actualmente, uCoz este disponibil și în Spaniolă, Franceză, Ebraică, Arabă, Maghiară, Suedeză, Română, Poloneză, Portugheză și parțial în Letonă, Ucraineană, Georgiană și Azeră. În România, uCoz a fost lansat pe domeniul ".ro" în Iulie 2011.

## Principalele caracteristici ale sistemului
- 250+ șabloane disponibile la alegere, dintre care 28 responsive
- Posibilitatea de a crea propriul design pentru teme, sau de a edita unul standard.
- 400 Megabytes spațiu inițial de stocare. Creșterea numărului de vizitatori și a perioadei de existență a acestuia, conduce la o creștere continuuă a spațiului de stocare. Dacă un utilizator are nevoie să transfere fișiere, atunci o funcție de transfer poate fi atașată contului său.
- Domeniu internet de nivel terțiar în 21 de zone diferite.
- Posibilitatea de a atașa propriul domeniu site-ului.
- Acces nerestricționat la serviciul MX Server E-mail, crearea/editarea și crearea de subdomenii pentru Domeniile existente.
- Acces la File Transfer Protocol (FTP).
- Editarea online de tip WYSIWYG.
- Un creator vizual de coloane/blocuri.
- Variante de site-uri pentru Personal digital assistant (PDA).
- O salvare temporară a fișierelor (Backup).
- RSS de import sau export.
- Interfața pentru programe de aplicații API.
- Lightbox (Aplicație JavaScript).
- Motor de eficientizare și scurtare inteligentă a legăturilor.
- Autorizare globală, de tip — uID (uNet).

## Module
Platforma CMS uCoz cuprinde module care pot fi folosite pentru crearea unui site web complet și funcțional sau, în mod alternativ, care pot fi utilizate separat pentru a crea un blog, forum, etc. În prezent, sistemul pune la dispoziția tuturor utilizatorilor săi, următoarele module și funcționalități:
- Forum cu buletin de notificare
- Magazin online (E-Shop)
- Știri ale site-ului
- Blog
- Publisher (Catalog de articole)
- Catalog de fișiere
- Catalogul site-ului
- Panou de Mini Chat
- Panou de reclame
- Albume Foto
- Jocuri Online
- Sondaje Web
- Carte de oaspeți
- Serviciu de Întrebări frecvente
- Formulare E-mail
- Editor de pagini
- Statistici (monitorizare a numărului de vizite)
- Video
- Distribuitor rețele sociale

### Servicii plătite
- Adăugarea modulului E-Shop (Magazin electronic)
- Eliminarea drepturilor de autor uCoz
- Eliminarea reclamelor și bannerelor uCoz
- Creșterea spațiului de stocare pe discul virtual până la 10 Gigabytes
- Posibilitatea de a ascunde contorul statistic uCoz (în cazul utilizării modului de statistici)
- Posibilitatea de a atașa fișiere scrisorilor electronice trimise prin intermediul formularelor de E-mail
- Disponibilitatea de a utiliza PHP-ul
- Servicii de trimitere mesaje SMS
- Șabloane premium, ce pot fi achiziționate de pe uCoz Templates

## Particularități
Fiind un sistem de tip SaaS (Software ca un serviciu), uCoz are caracteristicile implicite alei unei astfel de platforme, respectiv cod sursă închis și imposibilitatea rulării unor script-uri sau baze de date înafara serverului. (toate acestea sunt disponibile în conceptul Web 3.0 PaaS), care este însoțit de un număr mare de capabilități încorporate. Pagini simple de tip HTML pot fi folosite, dar nu este recomandat – există anumite limitări în folosirea sau încărcarea lor pe server. În plus, sistemul este complet compatibil CSS3 și HTML5, oferind dezvoltatorilor posibilități nelimitate în dezvoltarea proiectelor web.

## Premii
- Open Web Awards  Mashable 2009 - Câștigător la categoria - Cel mai bun site pentru publisheri[2]
- Premiul Runet 2008 - Cele mai bune 10 site-uri alese de către utilizatori [3]
- Premiul Runet 2009 - Tehnologii și Inovații [4]
- Caștigătorii secțiunii - Administrare de conținut 2009
- Web Host Directory 2008 - Cel mai bun site pentru comerț electronic